# Vedran Pelić
Vedran Pelić (Jablanica, 1 oktober 1975) is een voormalig voetballer uit Bosnië en Herzegovina.

## Trainerscarrière
Na zijn actieve voetbalcarrière werd Pelić trainer bij KVC Westerlo. Hij begon er als beloftentrainer en nam in april 2013 even over als interim-trainer van het eerste elftal na het vertrek van Frank Dauwen. Daarna was hij assistent-trainer onder Dennis van Wijk, Harm Van Veldhoven, Bob Peeters en Jacky Mathijssen.
In juni 2017 werd Pelić na het vertrek van Mathijssen de nieuwe hoofdtrainer van Westerlo. Op 5 december 2017 werd hij na een 3 op 30 aan de kant geschoven als T1. Pelić mocht wel aanblijven als T2 van de teruggekeerde Bob Peeters.